# Johnson-ugrópók
A Johnson-ugrópók (Phidippus johnsoni) a pókszabásúak (Arachnida) osztályának pókok (Araneae) rendjébe, ezen belül az ugrópókfélék (Salticidae) családjába tartozó faj.

## Előfordulása
A Johnson-ugrópók Észak-Mexikótól Kanada déli részéig, valamint a Csendes-óceántól egészen a prériig található meg. Tengerszinttől kezdve egészen az erdőhatárig fordul elő; viszonylag a szárazabb élőhelyeket kedveli, azonban a tölgyesekben is fellelhető. Egy 1976-ban végzett kutatás szerint, egy négyzetméternyi területen 2-30 példány is élhet.

## Megjelenése
Nyugat-Észak-Amerika legnagyobb és leggyakoribb ugrópókfaja. A kifejlett egyed elérheti az 1 centiméteres hosszt is. Mindkét nemnek élénkvörös a potroha; a nőstény esetében a vörös potrohon fekete sáv van. A csáprágók kékeszöldes színűek. Testének többi részei - beleértve a lábakat is - feketék. Ezzel a szembetűnő, élénk színezetével a Dasymutilla nembéli darazsakat utánozza - eme darazsak szúrása igen fájdalmas.

## Életmódja
Éjszaka és nem kedvező időjáráskor a kövek vagy fadarabok alatt pihen. A pihenőhelyein pókhálóból készült, cső alakú fészkek találhatók. E pihenőfészkekben vedlik, párzik és rakja le petéit. A nappal legnagyobb részét vadászattal tölti. Zsákmányainak java része feleakkora, mint a pók, azonban 2-10 milliméteres is lehet. A legyek, poloskák és molyok, illetve azok hernyói mellett más pókfajokkal is táplálkozik. Időnként a kannibalizmust sem veti meg, hiszen néha a nőstények felfalják a hímeket.

## Érdekességek
A faj Új-Zélandra a szőlővel került át.
2012-ben egy példánya a Nemzetközi Űrállomáson is élt egy kísérlet keretében.

## Képek

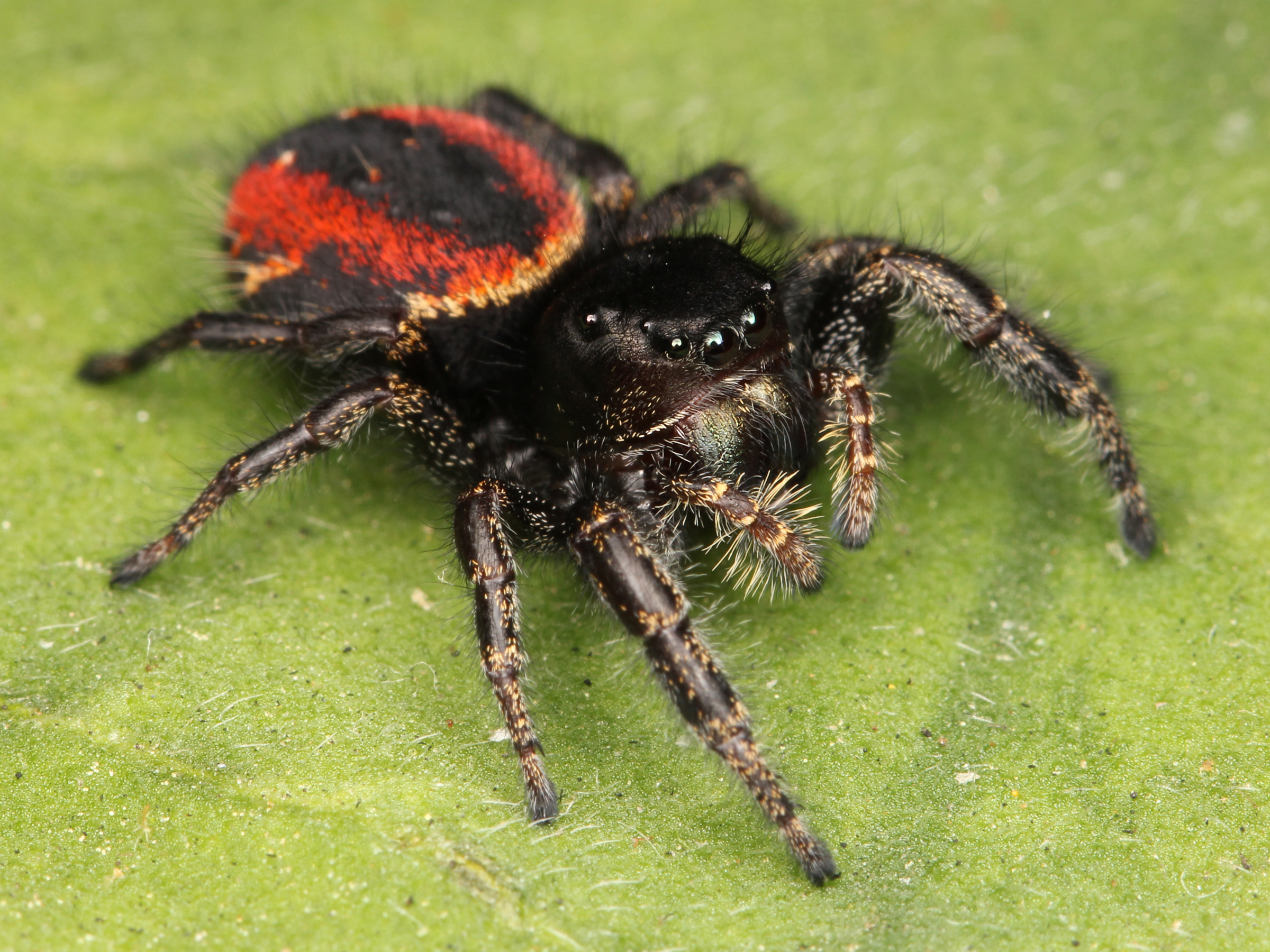
Kifejlett nőstény
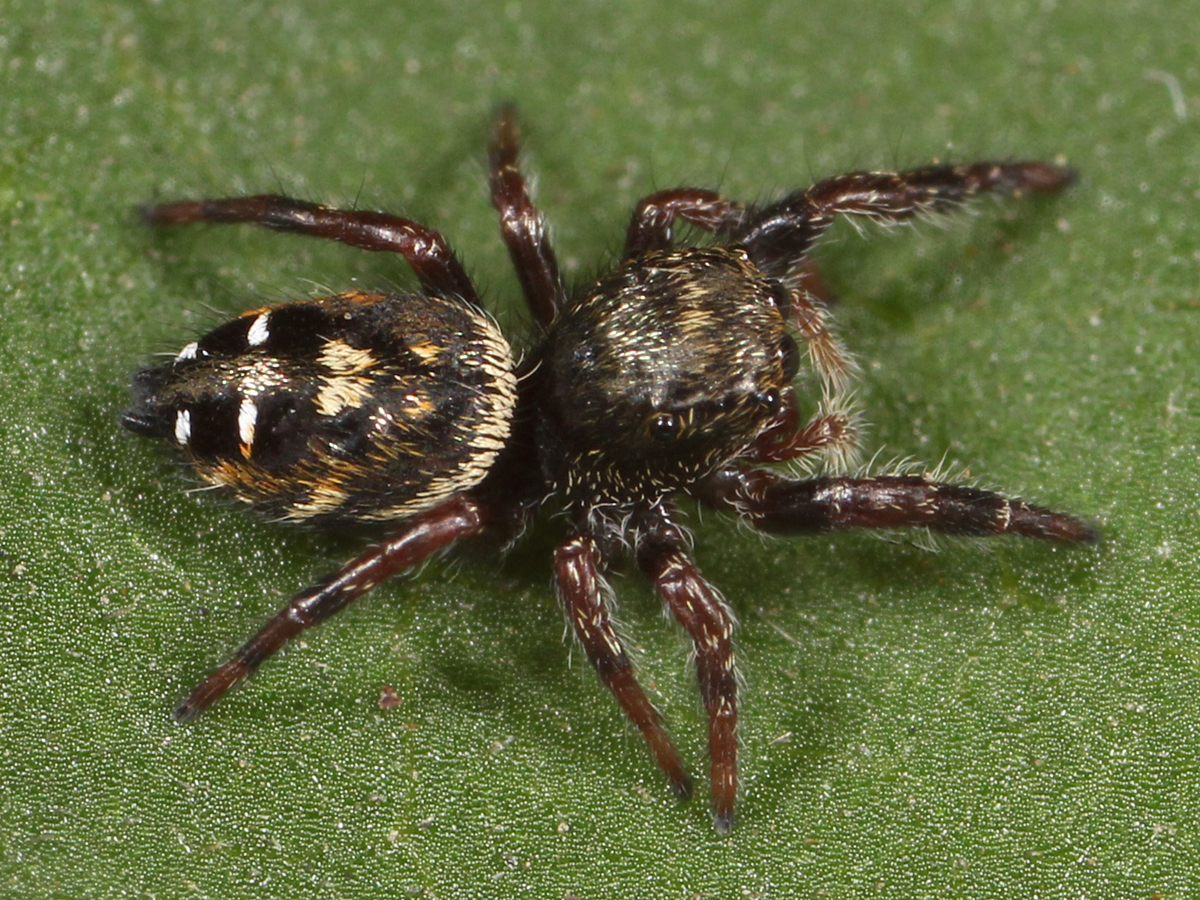
Fiatal példány
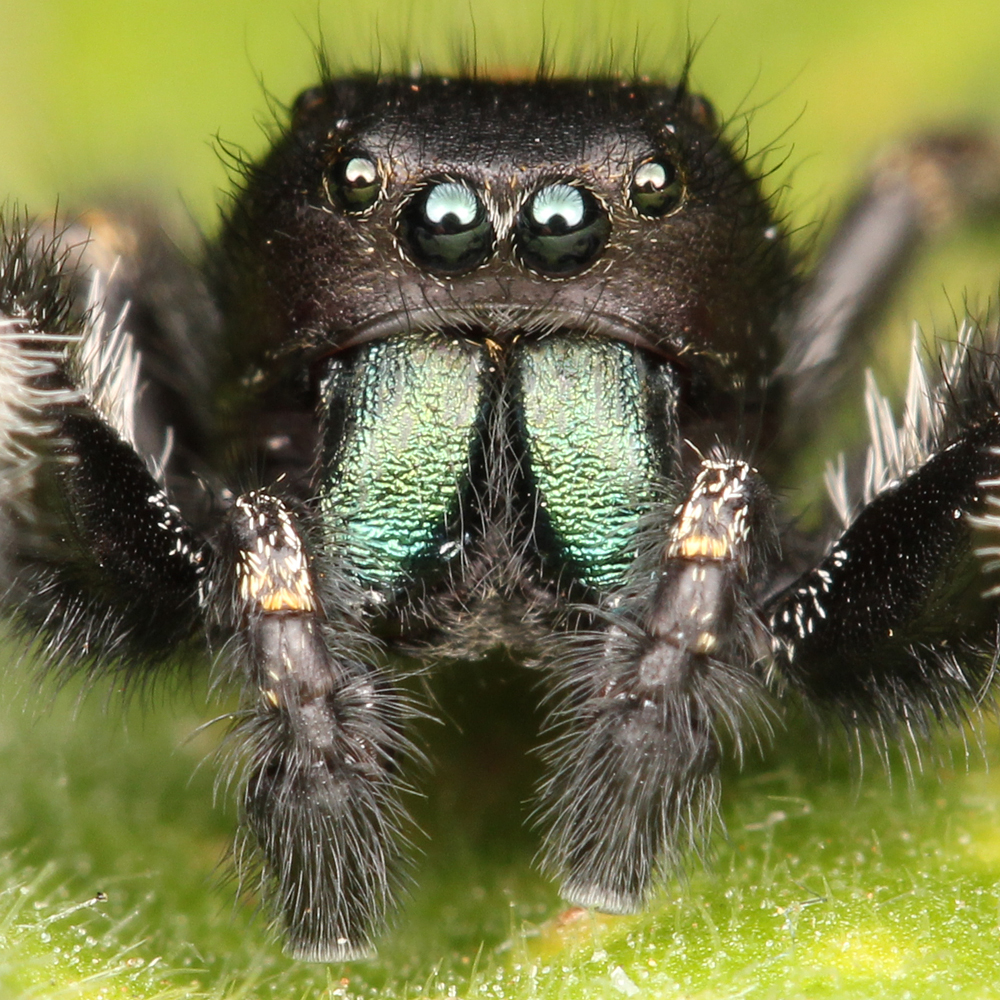
A kékeszöldes csáprágói
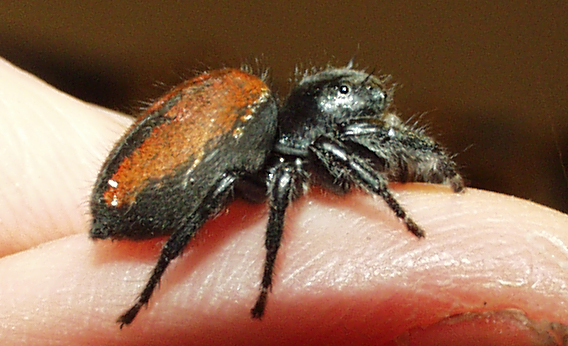
Az ember ujján
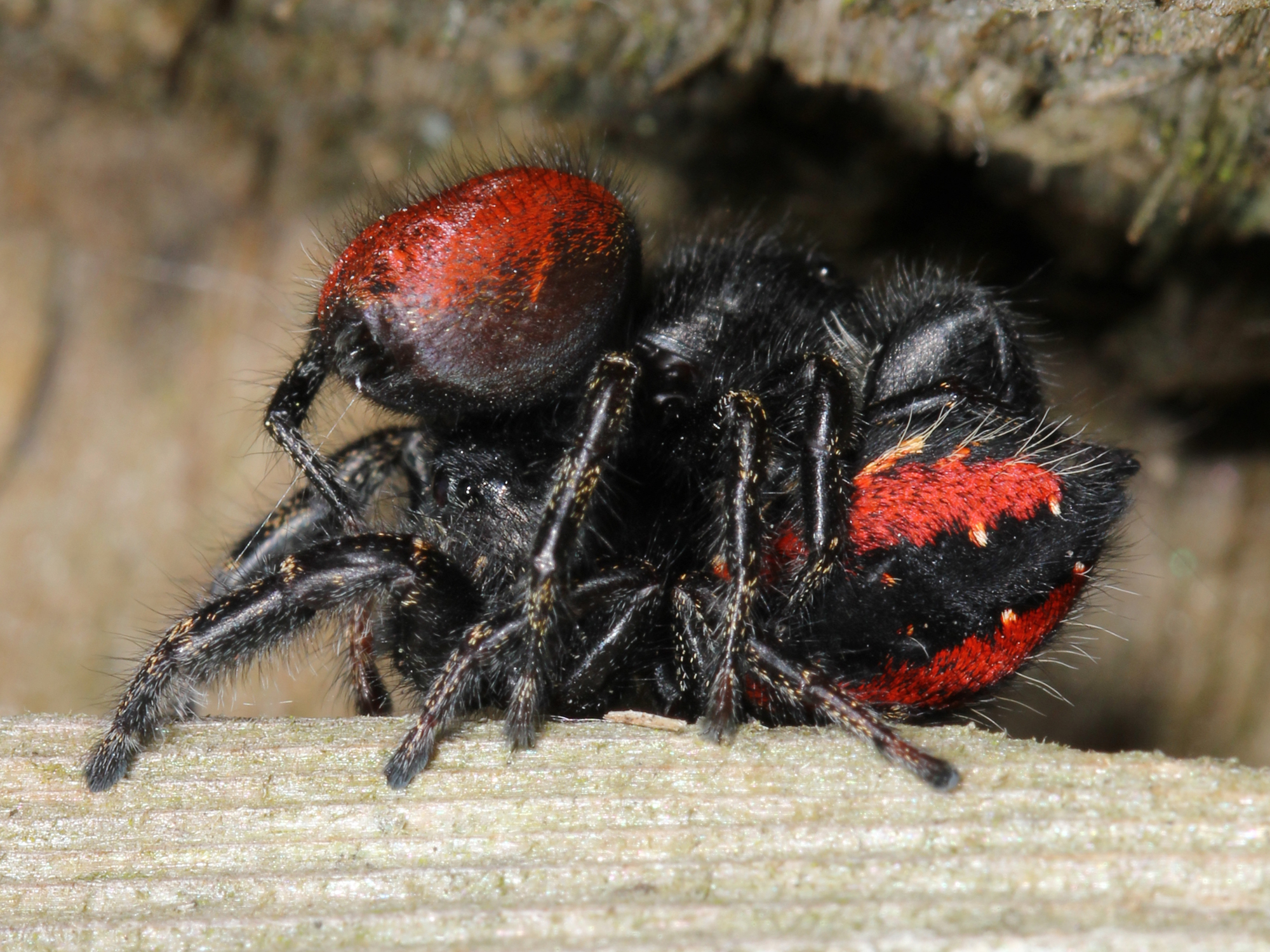
Párzás közben

### Fordítás
- Ez a szócikk részben vagy egészben  a   Phidippus johnsoni című angol Wikipédia-szócikk ezen változatának fordításán alapul.  Az eredeti cikk szerkesztőit annak laptörténete sorolja fel. Ez a jelzés csupán a megfogalmazás eredetét és a szerzői jogokat jelzi, nem szolgál a cikkben szereplő információk forrásmegjelöléseként.